# Holden HR
Holden HR bezeichnet eine Modellreihe von Personenkraftwagen. Der Holden HR wurde in den Jahren 1966 bis 1968 von der australischen GM-Division Holden gefertigt. Es gab ihn als
- Modell Standard,
- Modell Special,
- Modell Premier,
- Modell Panel Van und
- Modell Utility.